# 眼球震颤
眼球震顫（英語：Nystagmus）簡稱眼震，是一種眼球不自主的節律性（少數非節律性）往返運動（快速自旋後停止），多現於眼、耳和中樞神經系統疾病，但也可能是正常的生理現象，或由實驗方法和某種臨床檢查所誘發。眼震由眼注視異常或姿位定向的神經機制缺陷引起，是一種眼的代償運動。眼震可能從幼年時期就會開始發生，可能會導致視力受損。

## 分類
- 生理性眼震
  - 神經-肌肉性，即終末性(end point)
  - 視動反射（英语：Optokinetic reflex）

- 眼源性眼震
  - 輕癱性(paretic)

- 周圍前庭性眼震

- 中樞前庭性眼震

1. 擺動性
2. 會聚誘發性
3. 會聚-退縮性
4. 上跳性(upbeat)
5. 下跳性(downbeat)
6. 蹺板性(see-saw)
7. 眼肌陣攣
8. 分離性(dissociated)
9. 回躍(rebound)
10. 交替周期性

- 點頭痙攣(spasmus nutans)
- 眼球異常運動
  - 眼陣攣（英语：opsoclonus）
  - 辨距障礙（英语：dysmetria）
  - 撲動震盪
  - 徘徊(restiess)
  - 眼球下跳(bobbing)
  - 閃電性(lightening)
  - 上斜肌(superior oblique)顫搐

## 原因
- 先天性
- 潜在性
- 特发性：营养不良中维生素B包括硫胺、钴胺缺乏[3]
- 药物性（或中毒性），例如酒精中毒

## 处置
- 针灸
- 药物
- 手术